# Навсітой
Навсітой (грец. Ναυσίθοος) — син Посейдона, володар острова Схерія, батько Алкіноя;
Навсітой — керманич Тесея під час плавання на Крит;
Навсітой — син Одіссея та німфи Каліпсо.